# Marialegende
Een Marialegende is een legende waarin Maria een grote rol speelt. Vaak is zij degene die God met de mensen verbindt. God was voor veel mensen namelijk te weinig tastbaar en te moeilijk aanspreekbaar, doordat hij als opperste rechter boven de mensen stond, terwijl Maria als vrouw en moeder voor iedereen bereikbaar was. Marialegendes stammen vooral uit de 12e en 13e eeuw. Een voorbeeld van een Marialegende is Beatrijs (auteur onbekend).